# Козаки (серія відеоігор)
Козаки (англ. Cossacks) — серія історичних стратегій в реальному часі від української компанії GSC Game World. Видавалась компаніями GSC World Publishing та Руссобит-М. Серія складається з шести ігор (з них три аддони).

## Ігровий процес

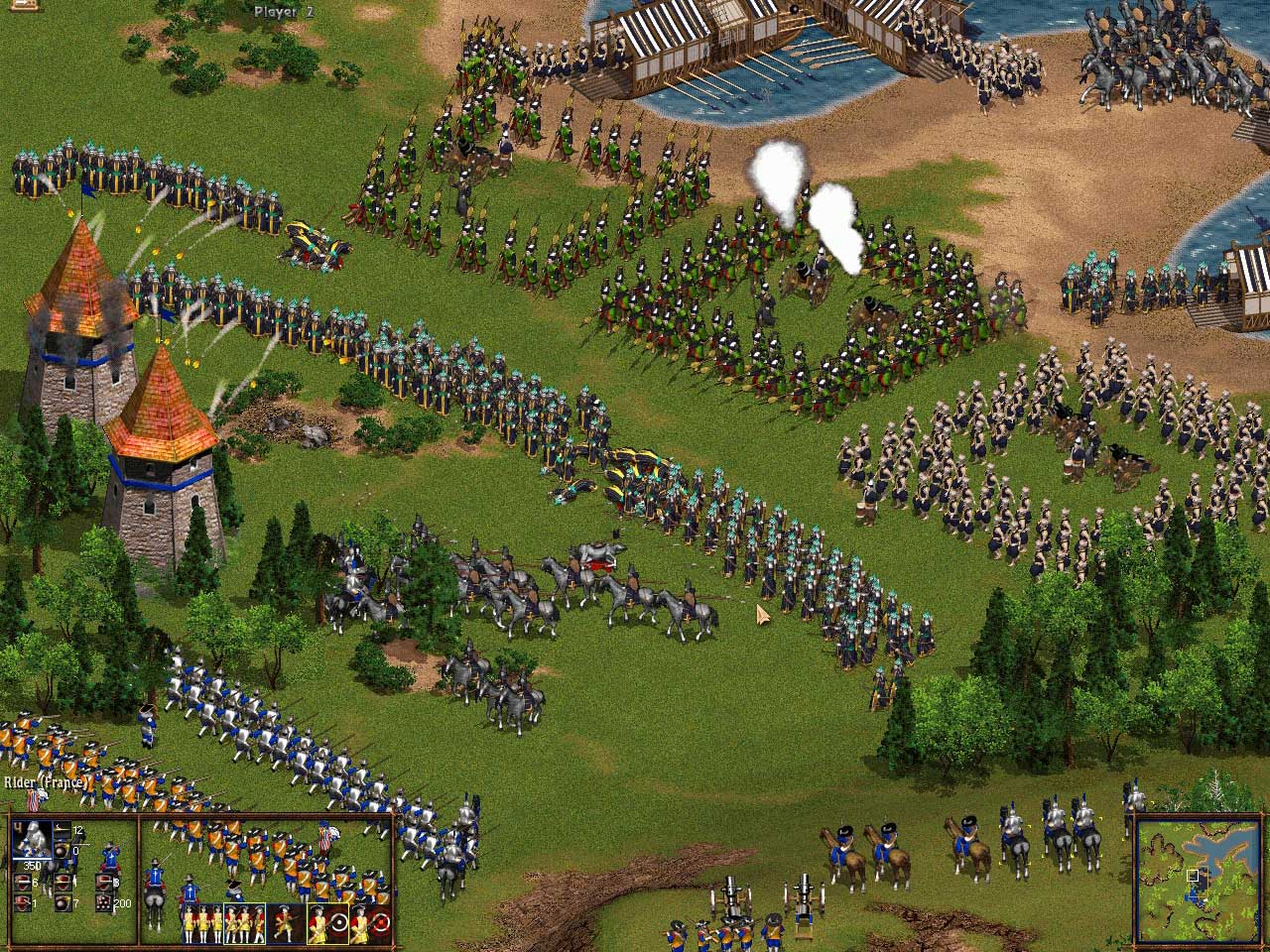
Бій в Козаки: Європейські війни

Ігри серії «Козаки» відтворюють битви на історичну тематику, що відбуваються на прямокутних картах з ізометричною перспективою. Гравець розбудовує військову базу, збирає ресурси та наймає війська задля знищення ворога чи виконання поставленого сюжетного завдання. На вибір даються кілька націй, кожна зі своїми особливостями економічного й технологічного розвитку, унікальними бойовими одиницями, спеціалізаціями. Початковий етап кожної битви полягає в розбудові бази чи селища робітниками. Основа бази складається з міського центру, полів, шахт, казарм, конюшень, артилерійських депо, портів. Ліміт військ збільшується побудовою «жител». Для ключових вдосконалень необхідна наявність кузні чи академії. Для оборони слугують вежі та стіни. Витрачаючи ресурси, гравець будує споруди, наймає війська і впроваджує їх вдосконалення. Крім того, деякі бойові одиниці потребують постійної плати за утримання на службі. Існує можливість захоплювати незахищених робітників, артилерію й деякі споруди. Економіка заснована на використанні шести ресурсів: їжа, дерево, камінь, золото, залізо й вугілля. Дерево добувається вирубкою лісу; їжа збирається робітниками на полях чи добувається з моря риболовлею. Камінь добувається з каменоломень, а золото, залізо й вугілля — в шахтах. Золото, залізо й вугілля в шахтах є у необмеженій кількості, і кількість ресурсу, що добувається, пропорційна кількості робітників на шахті. Гравець може продавати, купувати й обмінювати ресурси на ринку, але ціни можуть змінюватися залежно від попиту і пропозиції.
Війська поділяються на піхоту (пікінери, стрільці, гренадери тощо), кавалерію (кінні вершники), артилерію (гармати, гаубиці, мортири) та військово-морський флот (човни та кораблі). Видобуток ресурсів і будівництво здійснюється робітниками, а священники або мулли лікують бійців. Бойові одиниці можуть існувати в таких військових формуваннях: колона, шеренга або каре. Формування включає офіцера й барабанщика, і можливості солдатів у групі зростають. Однією з особливостей ігор серії є вибіркова вразливість одних одиниць до інших. Так, кам'яна стіна може бути зруйнована тільки артилерією або гренадерами.

## Ігри

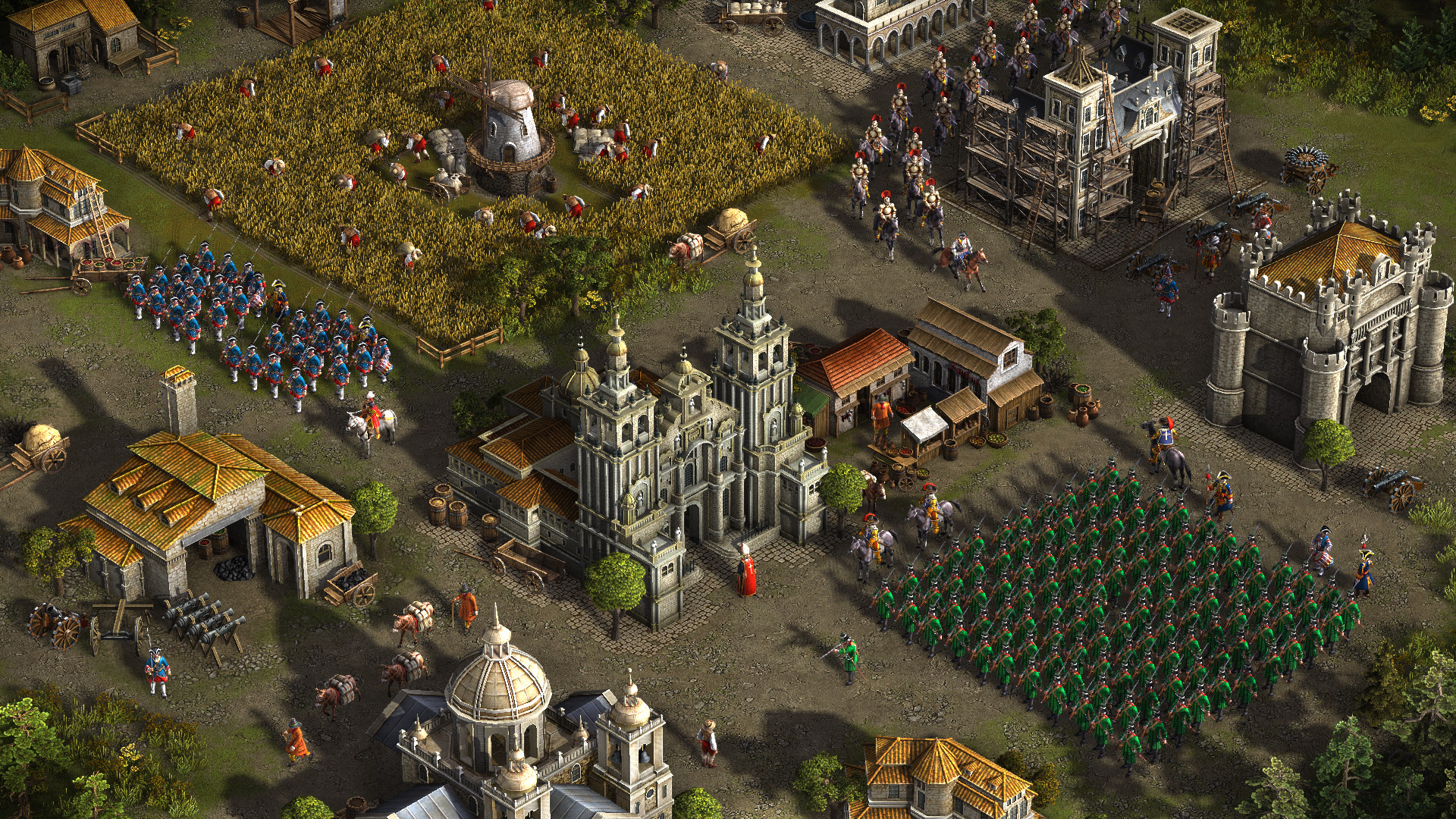
Козаки 3

| Назва                          | Дата виходу          | Опис                                                                                                 |
| ------------------------------ | -------------------- | --- |
| Козаки: Європейські війни      | 12 квітня 2001 року  | Перша гра серії, охоплює період XVII-XVIII століть.                                                  |
| Козаки: Останній довід королів | 2002 рік             | Аддон до гри Козаки: Європейські війни, додає 2 країни: Баварія і Данія та 6 нових кампаній.         |
| Козаки: Знову війна            | 13 вересня 2002 року | Аддон до гри Козаки: Європейські війни, додає 2 країни: Угорщина і Швейцарія.                        |
| Козаки 2: Наполеонівські війни | 4 квітня 2005 року   | Друга гра серії, охоплює період Наполеонівських війн.                                                |
| Козаки 2: Битва за Європу      | 2006 рік             | Аддон до гри Козаки 2: Наполеонівські війни. Додані 3 нові країни: Іспанія, Польща і Рейнський союз. |
| Козаки 3                       | 20 вересня 2016 року | Ремейк першої частини гри з покращеною графікою, оновленими моделями та текстурами.                  |